# Кузьмин, Павел Васильевич
Павел Васильевич Кузьмин (27 мая 1871, село Устье, Кадниковский уезд, Вологодская губерния — 15 февраля 1938, Кадников, Вологодская область) — протоиерей Православной Российской Церкви, настоятель Николаевского собора в городе Кадников (1909—1932), член Поместного Собора 1917 года.

## Биография
Родился в семье псаломщика.
Окончил Вологодское духовное училище (1885) и Вологодскую духовную семинарию (1891).
Обвенчан с дочерью священника Марией Владимировной Резухиной, их сын — Николай.
Законоучитель в Михаило-Архангельской Кубеницкой церковно-приходской школе Кадниковского уезда, иерей в Николаевском соборе города Кадников (1892).
Казначей (1892), делопроизводитель (1895) и постоянный член (1903) Кадниковского отделения Вологодского епархиального училищного совета, член церковно-приходского попечительства (1893). На свои средства построил и заведовал школой в деревне Подъельное (1895). Член Кадниковского свечного комитета (1898), заведующий и законоучитель в открытой им смешанной церковно-приходской школе в Кадникове (1899), член комитета о народной трезвости, опекун детей умершего священника Александра Базилева (1902).
Депутат по следственным и хозяйственным делам 1-го благочиннического округа Кадниковского уезда (1904), председатель комитета свечного отделения епархиального комитета (1905), член Кадниковской землеустроительной комиссии (1908).
Настоятель Николаевского собора в Кадникове (1909—1932).
Попечитель Кадниковской женской прогимназии, уездных земских школ и церковно-приходских школ, член Комитета по управлению епархиальным свечным заводом (1912).
Протоиерей (1915).
Награждён набедренником (1895), скуфьей (1904), камилавкой (1910), орденом Святой Анны 3-й степени (1915).
В 1917—1918 годах член Поместного Собора Православной Российской Церкви по избранию как клирик от Вологодской епархии, участвовал в 1-2-й сессиях, член V, XVII отделов.
В 1930-х годах овдовел.
С 1932 года настоятель храма великомученика Димитрия Солунского в Кадникове.
В декабре 1937 года арестован, признал себя виновным в том, что был «активным участником контрреволюционной группы и вёл к/р агитацию», назвал многих якобы её членов. По статьям 58-10-1 и 58-11 расстрелян.
В 1958 году в реабилитации было отказано. В 1989 году полностью реабилитирован.

## Сочинения
- Протоиерей кадниковского Николаевского собора Владимир Резухин // Вологодские епархиальные ведомости. 1905. № 24.
- Речь на съезде кончивших курс Вологодской духовной семинарии // Вологодские епархиальные ведомости. № 6. С. 106—108.